# دیمیتری لیکین
دیمیتری لیکین (روسی: Дмитрий Валерьевич Лыкин؛ زادهٔ ۱۳ مارس ۱۹۷۴) ورزشکار ورزش تیراندازی اهل روسیه است.
وی در مسابقات کشوری و بین‌المللی در مجموع برندهٔ ۱ مدال طلا، ۱ مدال برنز شده‌است.